# Генрих Штиль
Генріх Штиль (Heinrich Stiehl; 5 серпня 1829, Любек — 1 травня 1886, Ревель) — німецький органіст-віртуоз, диригент та композитор.

## Кар'єра
Учень Лобе та Лейпцизької консерваторії.
У 1853 — 1866 був органістом у Петропавлівській лютеранській церкві в Петербурзі, причому був першим професором гри на органі в новоствореній Петербурзькій консерваторії (зокрема, його учнем був Чайковський).
Потім Штиль концертував у Німеччині, Італії та Великій Британії, а 1874-1878 був диригентом товариства св. Цицилії у Белфасті (Ірландія).
Проживши кілька років як учитель музики в Гастінгсі, Штиль взяв місце органіста при церкві св. Олая і диригента в Ревелі, причому виконав 1883 зі своїм товариством Баха в Петербургзі.
Штиль видав багато композицій для оркестру (Ouverture triomphale), хору, твори камерної музики (3 тріо, струнний квартет, 172 оркестри, віолончельну сонату, сонати та п'єси для скрипки з фортепіано), фортепіанні п'єси, романси («а також 2 опери ("Der Schatzgräber", "Jery und Bätely") та збірку хоралів: "Choralbuch zum Gebrauche für evangelische Gemeinden in Russland".
Був чудовим імпровізатором. Завдяки його капельмейстерській діяльності Петербург на концертах під його керуванням познайомився з багатьма найбільшими творами чудових композиторів Західної Європи.